# Delta2 Chamaeleontis
Pour les articles homonymes, voir Delta Chamaeleontis.
Désignations
Delta2 Chamaeleontis (δ2 Chamaeleontis / δ2 Cha) est une étoile de la constellation australe circumpolaire du Caméléon. Elle est visible à l'œil nu avec une magnitude apparente de 4,42. Elle forme une double visuelle avec Delta1 Chamaeleontis qui est située à environ 6 minutes d'arc. Ces deux étoiles forment la partie la plus au sud de la « louche » de la constellation. Avec Gamma Chamaeleontis, elles pointent en direction d'un endroit du ciel qui est à moins de 2° du pôle sud céleste.
Delta2 Chamaeleontis présente une parallaxe annuelle de 9,30 ± 0,13 mas telle que mesurée par le satellite Hipparcos, ce qui permet d'en déduire qu'elle est distante de 351 ± 5 a.l. (∼ 108 pc) de la Terre. Elle s'éloigne du Système solaire à une vitesse radiale héliocentrique de +23 km/s.
Delta2 Chamaeleontis est une étoile bleu-blanc de la séquence principale de type spectral B3 V, d'un âge donné de 32,6 millions d'années. Cependant, Hiltner et al. (1969) l'ont classée comme une sous-géante de type B2,5 IV. Elle est estimée être cinq fois plus massive que le Soleil et son rayon est 3,9 fois plus grand que le rayon solaire. Elle est plus de 500 fois plus lumineuse que le Soleil et sa température de surface est de 15 873 K. Il y a 70 % de chance qu'elle fasse partie de la ceinture de Gould.